# Jiyi Zhen
Jiyi Zhen (kinesiska: 己衣, 己衣镇) är en köping i Kina. Den ligger i provinsen Yunnan, i den sydvästra delen av landet, omkring 120 kilometer norr om provinshuvudstaden Kunming.
Genomsnittlig årsnederbörd är 1 003 millimeter. Den regnigaste månaden är juli, med i genomsnitt 267 mm nederbörd, och den torraste är januari, med 4 mm nederbörd.